# Jean-Baptiste Glaire
Jean-Baptiste Glaire (1 de abril de 1798 – 25 de fevereiro de 1879) foi um padre católico francês, hebraísta e estudioso da Bíblia.

## Biografia
Glaire nasceu em Bordeaux. Tendo concluído um curso de estudos sérios em Bordéus, foi para o seminário de Saint-Sulpice em Paris, cujos cursos frequentou simultaneamente com os de línguas orientais na Sorbonne. Após a ordenação sacerdotal, em 1822, começou a lecionar hebraico no seminário de Saint-Sulpice.
Em 1825, Glaire foi nomeado assistente do Abade Chaunac de Lanzac, professor de hebraico na Sorbonne, e o sucedeu como conferencista em 1831. Ele foi professor de Sagrada Escritura em 1836, tornou-se reitor da faculdade em 1841 e se aposentou em 1851. Ele morreu em Issy, perto de Paris.

## Trabalho
Suas numerosas obras estão esgotadas e em grande parte obsoletas.
A seguir estão suas principais publicações. - Em línguas orientais:
- Lexicon manuale hebraicum et chaldaicum, Paris, 1830 (correção do Lexicon de Gesenius);
- Principes de grammaire hébraïque et chaldaïque, Paris, 1832 e 1843;
- Manuel de l'hébraïsant, Paris, 1850;
- Principes de grammaire arabe, Paris, 1861. Sobre a Sagrada Escritura:
- Introdução historique et critique aux livres de l'Ancien et du Nouveau Testament, Paris, 1836, várias vezes reeditado; ele o resumiu em seu Abrégé d'introduction etc., Paris, 1846, que também teve várias edições;
- Les Livres saints vengés, ou la vérité historique et divine de l'Ancien et du Nouveau Testament, Paris, 1845. A parte de sua obra que perdura consiste em suas traduções da Bíblia:
- La sainte Bible en latin et en français, Paris, 1834;
- Torah Mosché, le Pentateuque, texto hebraico com tradução e anotações;
- La sainte Bible selon la Vulgate, Paris, 1871-1873, uma versão exata, mas literal demais; a tradução do Novo Testamento, também frequentemente publicada separadamente, foi especialmente examinada e aprovada em Roma. A tradução de Glaire foi inserida na poliglota da Bíblia de Fulcran Vigouroux, Paris, 1889-1890. Com o visconde Walsh, Glaire editou o
- Encyclopédie catholique (Paris, 1854—), para a qual contribuiu com vários artigos.[1]